# Friedrich Wilhelm Hesse

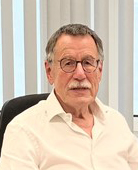
Friedrich Wilhelm Hesse

Friedrich Wilhelm Hesse (* 1948 in Geseke) ist ein deutscher Psychologe. Er ist der Wissenschaftliche Direktor des Forschungszentrums CATALPA an der Fernuniversität in Hagen. Davor war er Gründungsdirektor des Leibniz-Instituts für Wissensmedien in Tübingen und Leiter der Arbeitsgruppe „Wissensaustausch“. Zudem war er Wissenschaftlicher Vizepräsident der Leibniz-Gemeinschaft (2010–2018).

## Leben
Nach seinem Psychologiestudium an den Universitäten von Marburg und Düsseldorf arbeitete er zwischen 1976 und 1982 als Wissenschaftlicher Assistent an den Instituten für Psychologie der Universität Düsseldorf und der RWTH Aachen. An der RWTH Aachen promovierte er 1979 zum Dr. phil.
Von 1982 bis 1983 war er als Research Fellow am Learning Research and Development Center (LRDC) der Universität Pittsburgh und an der Carnegie Mellon University in Pittsburgh (USA).
Von 1983 bis 1990 lehrte er als Akademischer Rat am Institut für Psychologie der Universität Göttingen, wo er sich auch habilitierte (Dr. rer. nat. habil.).
Seit 1990 ist er Professor an der Eberhard Karls Universität Tübingen.
Von 1993 bis 2000 war er Leiter der Abteilung für Angewandte Kognitionspsychologie am Deutschen Institut für Fernstudienforschung (DIFF) in Tübingen. In der Zeit von 1995 bis 1997 war er zusätzlich Direktor des Europäischen Laborverbands LERANT (Laboratoire Européen de Recherche sur les Apprentisages et les Nouvelles Téchnologies).
Von 1999 bis 2019 hatte er den Lehrstuhl für Angewandte Kognitionspsychologie und Medienpsychologie im Fachbereich Psychologie an der Universität Tübingen inne. 2001 wurde unter seiner Leitung das Leibniz-Institut für Wissensmedien gegründet, dessen Direktor er von 2001 bis 2016 war.

## Forschungsinitiativen
Hesse initiierte zahlreiche interdisziplinäre Forschungsverbünde zur empirischen Bildungsforschung am Standort Tübingen. Von 1999 bis 2008 war Hesse Initiator und Sprecher des ersten von der DFG geförderten virtuellen Graduiertenkollegs und von 2001 bis 2006 des DFG-Schwerpunktprogramms „Netzbasierte Wissenskommunikation in Gruppen“. Seit 2006 ist er Sprecher der DFG-Forschergruppe „Analyse und Förderung effektiver Lehr-Lernprozesse“ (ehemals „Orchestrierung computerunterstützter Lehr-Lern-Prozesse“).
2009 initiierte er den bundesweit ersten WissenschaftsCampus, den WissenschaftsCampus „Bildung in Informationsumwelten“ in Tübingen, deren Sprecher er war (2009–2016).

## Beratungstätigkeiten
Hesse ist Mitglied in verschiedenen Kommissionen und Beiräten zu Bildungsthemen. Unter anderem ist er Mitglied des wissenschaftlichen Beirates Berufsbildungsforschung, Staatssekretariat für Bildung, Forschung und Innovation SBFI, Schweiz, Mitglied des wissenschaftlichen Beirates des Deutschen Instituts für Erwachsenenbildung e.V. (DIE), Mitglied des wissenschaftlichen Beirates des Alexander von Humboldt-Instituts für Internet und Gesellschaft i. G. (HIIG), Berlin, Vorsitzender des Beirates E-Learning Academic Network (ELAN) e.V. Er war Vorsitzender des Bewertungspanels für die Bildungsforschung in Österreich, Mitglied im Advisory Board des Swiss Leading House on Technologies for Vocational Training sowie Mitglied im School Board der Tübinger School of Education der Eberhard Karls Universität Tübingen. Ferner war Hesse Mitglied im Scientific Advisory Board of the European Training Network (ETN) etabliert durch ANIMATAS (gefördert durch HORIZON 2020, koordiniert durch die Universität Sorbonne, Paris), Mitglied des Scientific Advisory Committee des Centre for Research on Learning and Innovation (CRLI) der University of Sydney, Australien, Scientific Co-Chair des Global Learning Councils (GLC) und war beratend beim Aufbau des Forschungsschwerpunktes „Digitale Hochschulbildung“ an der Fernuniversität Hagen tätig. Dieser ging 2022 im Forschungszentrum CATALPA, Center of Advanced Technology for Assisted Learning and Predictive Analytics auf, das Hesse seither als Wissenschaftlicher Direktor leitet.
Hesse ist Mitglied in den Editorial Boards internationaler Fachzeitschriften(u. a. Journal of Computer Assisted Learning, Zeitschrift für Psychologie/Journal of Psychology, International Journal of Computer-Supported Collaborative Learning (ijCSCL), Journal of Computer Assisted Learning (jCAL), Zeitschrift Technology, Instruction, Cognition and Learning (TICL)) und ist Mitglied des wissenschaftlichen Beirats der Zeitschrift für Medienpsychologie/Journal of Media Psychology.

## Wissenschaftliche Schwerpunkte
Hesses Forschungsschwerpunkte liegen im Bereich des Lernens mit digitalen Medien, insbesondere der netzbasierten Wissenskommunikation und des computer-unterstützten kollaborativen Lernens (computer-supported collaborative learning, CSCL).
Er befasst sich damit, wie digitale Medien eingesetzt werden können, um die Interaktion von Gruppen zu fördern. Besonderes Augenmerk richtet er dabei auf die Frage, ob digitale Werkzeuge in der Lage sind, Verzerrungen der Informationsverarbeitung (z. B. Majoritäteneinfluss, Bestätigungsfehler) entgegenzuwirken. Ebenso widmet er sich der Frage, wie verschiedene Group Awareness Ansätze zu einer verbesserten computerunterstützten Zusammenarbeit beitragen können, und interessiert sich für die Einflüsse neuer digitaler Tools auf das kollaborative Lernen im Schulunterricht. Seit 2010 arbeitet Hesse verstärkt zu der Frage, wie Gruppen lernen können, deren Zusammenarbeit durch den Einsatz von Multi-Touch-Screens unterstützt wird. Viele der Forschungsarbeiten Hesses befassen sich mit dem informellen Lernen von Gruppen, z. B. beim Einsatz von digitalen Medien in Museen, in Bibliotheken, oder im Web 2.0.

## Schriften (Auswahl)
- T. Müller, F. W. Hesse, H.S. Meyerhoff: Two people, one graph: the effect of rotated viewpoints on accessibility of data visualizations. In: Cognitive Research: Principles and Implications, Band 6, 2021, Article 31 doi:10.1186/s41235-021-00297-y
- I. R. Brich, I. M. Bause, F. W. Hesse, F. W., A.-K. Wesslein:. Working memory affine technological support functions improve decision performance. In: Computers in Human Behavior, Band 92, 2019, S. 238–249. doi:10.1016/j.chb.2018.11.014
- I. M. Bause, I. R. Brich, A. K. Wesslein, F. W. Hesse: Using technological functions on a multi-touch table and their affordances to counteract biases and foster collaborative problem solving. In: International Journal of Computer-Supported Collaborative Learning. Band 13, Nr. 1, 2018, S. 7–33. doi:10.1007/s11412-018-9271-4.
- A. C. Graesser, S. M. Fiore, S. Greiff, J. Andrews-Todd, P. W. Foltz, F. W. Hesse: Advancing the Science of Collaborative Problem Solving. In: Psychological Science in the Public Interest, Band 19(2), 2018, S. 59–92. doi:10.1177/1529100618808244
- C. Scoular, E. Care, F. W. Hesse: Designs for operationalizing collaborative problem solving for automated assessment. In: Journal of Educational Measurement, Band 54, 2017, S. 12–35. doi:10.1111/jedm.12130
- F. W. Hesse, K. Sassenberg, S. Schwan: Editorial: Psychologie und Wissensmedien. In: Psychologische Rundschau, Band 67, 2016, S. 83–86. doi:10.1026/0033-3042/a000299
- F. W. Hesse, E. Care, J. Buder, K. Sassenberg, P. Griffin: A framework for teachable collaborative problem solving skills. In: P. Griffin, E. Care (Hrsg.): Assessment and teaching of 21st century skills: Methods and approach. Springer, New York 2015, S. 37–56.
- K. Krauskopf, C. Zahn, F. W. Hesse, R. Pea: Understanding video tools for teaching: mental models of technology affordances as inhibitors and facilitators of lesson planning in history and language arts. In: Studies in Educational Evaluation, Band 43, 2014, S. 230–243. doi:10.1016/j.stueduc.2014.05.002
- C. W. Michel, D. G. Ray, B. Kaup, F. W. Hesse: Perspective image comprehension depends on both visual and proprioceptive information. In: Attention, Perception, & Psychophysics, Band 76(8), 2014, S. 2477–2484. doi:10.3758/s13414-014-0731-2
- K. Scheiter, J. Schrader, U. Trautwein, F. W. Hesse: Analyse und Förderung effektiver Lehr-Lernprozesse im Kontext evidenzbasierter Bildungsreform – Beiträge der Tübinger Forschergruppe für Empirische Bildungsforschung. In: Zeitschrift für Erziehungswissenschaft, Band 17, 2014, S. 189–192.
- D. Ray, J. Neugebauer, K. Sassenberg, J. Buder, F. W. Hesse: Motivated shortcomings in explanation: The role of comparative self-evaluation and awareness of explanation recipient knowledge. In: Journal of Experimental Psychology: General. Band 142, 2013, S. 445–457. doi:10.1037/a0029339.
- K. Krauskopf, C. Zahn, F. W. Hesse: Leveraging the affordances of YouTube: The role of pedagogical knowledge and mental models of technology functions for lesson planning with technology. In: Computers and Education. Band 58, 2012, S. 1194–1206.
- C. Zahn, K. Krauskopf, F. W. Hesse, R. Pea: How to improve collaborative learning with video tools in the classroom? Social vs. cognitive guidance for student teams. In: International Journal of Computer-Supported Collaborative Learning. Band 7, Nr. 2, 2012, S. 259–284.
- J. Dehler, D. Bodemer, J. Buder, F. W. Hesse: Guiding knowledge communication in CSCL via group knowledge awareness. In: Computers in Human Behavior. 27, 2011, S. 1068–1078.
- T. Engelmann, F. W. Hesse: How digital concept maps about the collaborators’ knowledge and information influence computer-supported collaborative problem-solving. In: International Journal of Computer-Supported Collaborative Learning. Band 5, Nr. 3, 2010, S. 299–320.
- M. Huff, F. Papenmeier, G. Jahn, F. W. Hesse: Eye movements across viewpoint changes in multiple object tracking. In: Visual Cognition, Band 18(9), 2010, S. 1368–1391. doi:10.1080/13506285.2010.495878
- J. Kimmerle, U. Cress, F. W. Hesse: An interactional perspective on group awareness: Alleviating the information-exchange dilemma (for everybody?). In: International Journal of Human-Computer Studies. Band 65, 2007, S. 899–910.
- H. Buder, F. W. Hesse: Embodied cognition and learning in artificial environments. In: Technology, Instruction, Cognition and Learning, Band 1 (3), 2003, S. 275–289.